# Eparchie pinská
Eparchie Pinsk je eparchie běloruské pravoslavné církve nacházející se v Bělorusku.

## Území a titul biskupa
Zahrnuje správní hranice území Baranavického, Hancavického, Ivanaŭského, Ivacevického, Luniněckého, Ljachavického, Pinského a Stolinského rajónu Brestské oblasti.
Eparchiálnímu biskupovi náleží titul biskup pinský a luniněcký.

## Historie
Ve 14. století je zmiňováno město Pinsk jako sídlo turovské eparchie. Roku 1793 bylo území eparchie včleněno do minské archiepiskopie.
Roku 1839 vznikl pinský vikariát minské eparchie a roku 1918 byla zřízena pinská eparchie. Eparchie zanikla roku 1940. O rok později byl zřízen pinský vikariát volyňské eparchie a poté došlo k obnově samostatné eparchie.
Od roku 1952 neměla eparchie svého biskupa a proto zanikla. Od roku 1980 fungoval pinský vikariát minské eparchie, který byl 6. července 1989 Svatým synodem přeměněn na samostatnou eparchii.

## Seznam biskupů
- Stefan (zmíněn roku 1328)
- 1389–1391 Feodosij
- ?–1404/1405 Antonij
- 1412–1420 Jevfimij (Okuško)
- Ioakim (zmíněn 1458/1459)
- 1492–1495 Vassian I.
- 1509–1513 Arsenij
- 1513–1522 Iona
- 1522–? Vassian II.
- 1525–1528 Makarij I.
- Vassian III. (zmíněn 1540–1545)
- 1545–? Varlaam
- 1550–1552 Vassian IV.
- 1552–1565 Makarij II.
- 1566–1568 Iona (Protasevič)
- 1568–1576 Makarij (Jevlaševskij)
- 1576–1576 Andrej (Rusin)
- 1576–1585 Kirill (Těrleckij)
- 1585–1595 Leontij (Zinovjevič-Pelčickij)
- 1595–1596 Iona (Gogol)
- Paisij (Sachovskij) (zmíněn roku 1603)
- 1621–1633 Avraamij (Lecida)

### Pinský vikariát minské eparchie
- 1939–1840 Michail (Golubovič)

### Eparchie pinská
- 1920–1922 (1939) Panteleimon (Rožnovskij)
- 1922–1939 Alexandr (Inozemcev)
- 1939–1940 Panteleimon (Rožnovskij)

### Pinský vikariát volyňské eparchie
- 1941–1942 Venijamin (Navicki)

### Eparchie pinská
- 1945–1945 Onisifor (Ponomarjov)
- 1945–1950 Daniil (Juzvjuk)
- 1950–1952 Paisij (Obrazcov)
  - 1952–1959 Pitirim (Sviridov) dočasný správce

### Pinský vikariát minské eparchie
- 1980–1984 Afanasij (Kudjuk)
- 1987–1989 Kanstancin (Chomič)

### Eparchie pinská
- 1989–1990 Kanstancin (Chomič)
- 1990–2022 Scjafan (Korzun)
  - 2022–2022 Ioann (Choma) dočasný správce
- od 2022 Georgij (Vojtovič)